# Jackline Chepkoech
Jackline Chepkoech (3 ottobre 2003) è una siepista keniota, medaglia d'oro ai Giochi del Commonwealth nei 3000 metri siepi nel 2022.

## Palmarès
| Anno | Manifestazione          | Sede       | Evento       | Risultato | Prestazione | Note  |
| ---- | ----------------------- | ---------- | ------------ | --------- | ----------- | ----- |
| 2021 | Mondiali U20            | Nairobi    | 3000 m siepi | Oro       | 9'27"40     | [ 1 ] |
| 2022 | Mondiali                | Eugene     | 3000 m siepi | Batteria  | 9'27"50     | [ 2 ] |
| 2022 | Giochi del Commonwealth | Birmingham | 3000 m siepi | Oro       | 9'15"68     | [ 3 ] |
| 2023 | Mondiali                | Budapest   | 3000 m siepi | 9ª        | 9'14"72     |       |
| 2024 | Giochi olimpici         | Parigi     | 3000 m siepi | Batteria  | 9'36"56     |       |

## Campionati nazionali
2022
- Oro ai campionati kenioti (Nairobi), 3000 m siepi - 9'26"12

## Altre competizioni internazionali
2022
- 7ª al Prefontaine Classic ( Eugene), 3000 m siepi - 9'15"97
- 5ª al Herculis ( Monaco), 3000 m siepi - 9'09"72
- Oro al Memorial Van Damme ( Bruxelles), 3000 m siepi - 9'02"43
- 5ª al Weltklasse Zürich ( Zurigo), 3000 m siepi - 9'11"06

2023
- Argento al Golden Gala ( Firenze), 3000 m siepi - 9'04"07
- 7ª al Doha Diamond League ( Doha), 3000 m siepi - 9'17"15
- Oro ai London Anniversary Games ( Londra), 3000 m siepi - 8'57"35
- 4ª al Prefontaine Classic ( Eugene), 3000 m siepi - 9'01"18
- 12ª al Weltklasse Zürich ( Zurigo), 3000 m siepi - 9'27"29

2024
- 4ª alla Xiamen Diamond League ( Xiamen), 3000 m siepi - 9'19"64
- 13ª al Prefontaine Classic ( Eugene), 3000 m siepi - 9'30"59
- 12ª alla Shanghai Diamond League ( Suzhou), 3000 m siepi - 9'32"46